# Cherbaniani Reef
Cherbaniani Reef är ett rev i Indien. Det ligger i Lakshadweep i den sydvästra delen av landet, 1 900 km söder om huvudstaden New Delhi. Det finns inga samhällen i närheten.